# Brazzaville Plage
Brazzaville Plage (titre original en anglais : Brazzaville Beach) est un roman de l'écrivain écossais William Boyd paru en 1990.
Le livre raconte l'histoire d'une jeune fille, Hope Clearwater, belle et savante éthologue, qui analyse les circonstances qui l'ont conduite à sa retraite volontaire de Brazzaville Plage, entre ciel, sable et océan.

## Récompense
- Prix Relay 1991[1]